# 서휘민
서휘민(2002년 3월 13일~)은 대한민국의 쇼트트랙 선수이다. 2022년 동계 올림픽에 참가하여 여자 계주 은메달을 획득하였다.

## 경력
서울특별시 출신으로 벌말초등학교, 부림중학교, 평촌고등학교를 졸업했다. 어린 시절에는 인라인 스케이트를 즐겼으나 겨울에 접한 스케이트를 취미로 삼았고 초등학교 4학년 때 쇼트트랙을 본격적으로 시작했다.
2017년 1월 인스브루크에서 열린 2017년 세계 주니어 선수권 대회를 통해 국제 무대에 처음 참가했다. 이 대회에서 1500m 금메달, 1000m 은메달을 획득하면서 종합 준우승을 달성했다. 2019년에는 몬트리올에서 열린 2019년 세계 주니어 선수권 대회에 참가했으며 1500m와 계주 종목에서 금메달을 획득했다.
2019년 하반기에 처음으로 성인 국가대표 선수가 되었고 그 해 11월에 솔트레이크시티에서 열린 월드컵 1차 대회에 출전하면서 처음으로 월드컵에 참가했다. 이 대회에서 1500m에서 15위, 1000m에서 5위에 올랐으며 혼성 계주에서 동메달 획득에 기여했다. 11월에 몬트리올에서 열린 2차 대회 1000m 1차 경기에 킴 부탱의 뒤를 이어 2위를 하여 첫 월드컵 개인 메달을 획득했다. 이후 4차 월드컵인 상하이 월드컵에서 쉬자너 스휠팅의 뒤를 이어 1000m 은메달을 획득했다.
2020년 1월에는 몬트리올에서 열린 2022년 4대륙 선수권 대회에서 1500m와 개인종합 부문 은메달을 획득했고 3000m 슈퍼파이널에서 동메달을 획득했다. 4대륙 선수권 대회 직후에는 로잔에서 열린 2020년 동계 청소년 올림픽에 참가했으며 500m와 1000m 부문 우승을 차지했다. 또한 3000m 혼성 계주에서도 동메달을 추가하며 대회의 모든 메달 획득에 성공했다.
2022년 심석희가 대표팀에서 하차하면서 베이징에서 열린 2022년 동계 올림픽 참가권을 얻었으며 계주 종목에 출전했다. 서휘민은 4번 주자로 활동하여 은메달 획득에 공헌했다.